# Vaclavas Kidykas
Vaclavas Kidykas (Vytenia, 17 ottobre 1961) è un ex discobolo lituano, fino al 1991 sovietico.

## Palmarès
| Anno | Manifestazione | Sede       | Evento           | Risultato | Misura  | Note |
| ---- | -------------- | ---------- | ---------------- | --------- | ------- | ---- |
| 1986 | Europei        | Stoccarda  | Lancio del disco | Bronzo    | 65,50 m |      |
| 1987 | Mondiali       | Roma       | Lancio del disco | 8º        | 63,64 m |      |
| 1988 | Olimpiadi      | Seul       | Lancio del disco | 13º       | 60,88 m |      |
| 1992 | Olimpiadi      | Barcellona | Lancio del disco | 15º       | 59,96 m |      |
| 1993 | Mondiali       | Stoccarda  | Lancio del disco | 11º       | 58,62 m |      |
| 1995 | Mondiali       | Göteborg   | Lancio del disco | 28º       | 57,96 m |      |
| 1996 | Olimpiadi      | Atlanta    | Lancio del disco | 8º        | 62,78 m |      |
| 1997 | Mondiali       | Atene      | Lancio del disco | 14º       | 61,40 m |      |
| 1998 | Europei        | Budapest   | Lancio del disco | 11º       | 60,21 m |      |
| 1999 | Mondiali       | Siviglia   | Lancio del disco | 5º        | 65,05 m |      |
| 2000 | Olimpiadi      | Sydney     | Lancio del disco | 30º       | 58,96 m |      |

## Altre competizioni internazionali
1987
- Coppa Europa di atletica leggera ( Praga)